# 維多利亞湖
維多利亞湖（英語：Lake Victoria）是非洲最大的淡水湖和世界第二大淡水湖，面積68,870平方公里，僅次於蘇必略湖，也是世界上最大的熱帶淡水湖。
如果依含水量來比較，維多利亞湖共有2760立方公里的淡水量，排名世界第七。維多利亞湖的水源主要來自直接降雨及數千條的小溪流。流進維多利亞湖的河流中，最大的是卡蓋拉河，由維多利亞湖的西岸進入維多利亞湖。維多利亞湖是白尼羅河（世界最長河尼羅河支流）的源頭，由維多利亞湖北岸的金賈流進白尼羅河。
維多利亞湖位於東非大裂谷區，由非洲三國：肯亞、坦桑尼亞和烏干達所擁有，目前這三國在維多利亞湖畔都有不錯的觀光業發展。
維多利亞湖湖域呈不規則四邊形，南北最長有337公里，東西最寬有240公里，整個湖岸線長約有3220公里，海拔1134公尺，平均水深40公尺（已知的最深處有82公尺），為非洲最大的內陸漁場。
維多利亞湖得名是英國維多利亞女王，是由歐洲人中第一個找到維多利亞湖的约翰·汉宁·斯皮克所命名，他於1859年在和理查·波頓尋找尼羅河源頭時發現。

## 地質史

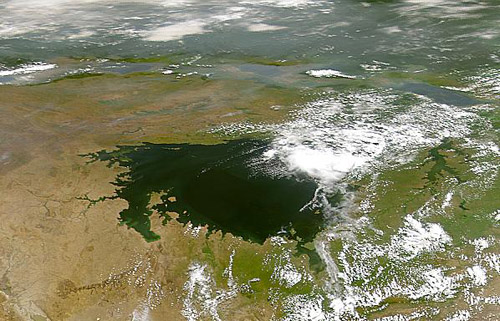
維多利亞湖的空照圖

維多利亞湖與東非大裂谷

維多利亞湖的地質史經過了許多變化，從目前較淺的情形，演變為可能會形成比現在小很多的湖。由維多利亞湖底下採集的岩芯樣本得知從維多利亞湖形成後，至少乾涸了三次。乾涸週期可能和第四纪冰河时期造成的全球降水減少有關。維多利亞湖曾在17,300年前乾涸，在14,700年前又開始重新進水。以地質學的觀點來看，維多利亞湖相當年輕，當時是因往西流的水道被上流流下的大型岩石塞住所形成。
維多利亞湖的地質史也可能造成其以慈鯛為特徵的戲劇化生態，正如非洲大湖地區的其他湖泊一様，不過有些研究者質疑此觀點，認為若有相關證據，維多利亞湖應該會較小、較淺、較混濁，鹽度也較高，和現今維多利亞湖物種可適應的情形有很大的不同。
維多利亞湖水位不深，河流的進水量有限，而且相較其體積而言，其表面積較大，都使維多利亞湖很容易受到氣候變化的影響。

## 发现史
关于维多利亚湖的最早记载来自往来非洲内地的阿拉伯商人，他们到处奔波，寻找黄金，象牙，奴隶等商品。1160年代，一张名为Al Adrisi的地图就明确标明了维多利亚湖的准确位置，并将其标为尼罗河的源头。
1858年，英国探险家约翰·汉宁·斯皮克（John Hanning Speke）成为看见维多利亚湖的第一个欧洲人，当时他正同同伴理查德·伯顿为英国殖民当局寻找尼罗河的源头，并探索战略资源。斯皮克一看见如此宽广的水面即认定他找到了尼罗河之源，他以当时的英国女王维多利亚命名了此湖。伯顿当时正因病在更南的坦噶尼喀湖畔休养，听到斯皮克宣布此湖为其个人发现时怒不可遏。两人公开决裂，引发的争吵不仅限于学术界，更引起了各位探险家的关注，因为他们想证实或者否认斯皮克的论断。
著名的英国传教士兼探险家戴维·利文斯通后来在探险中偏向西方过多而误入了刚果河流域，因此未能证实斯皮克的发现。最终美国探险家亨利·莫顿·斯坦利确认了斯皮克的发现，并做了环湖考察。在湖的北岸他发现了利庞大瀑布。据说在此次探险中他在坦噶尼喀湖边的营地碰见了病馁的大卫·利文斯敦，他对利文斯敦说的第一句话“阁下就是利文斯敦博士么？”（Dr. Livingstone, I presume?）后来颇为出名。

## 生态和社会影响

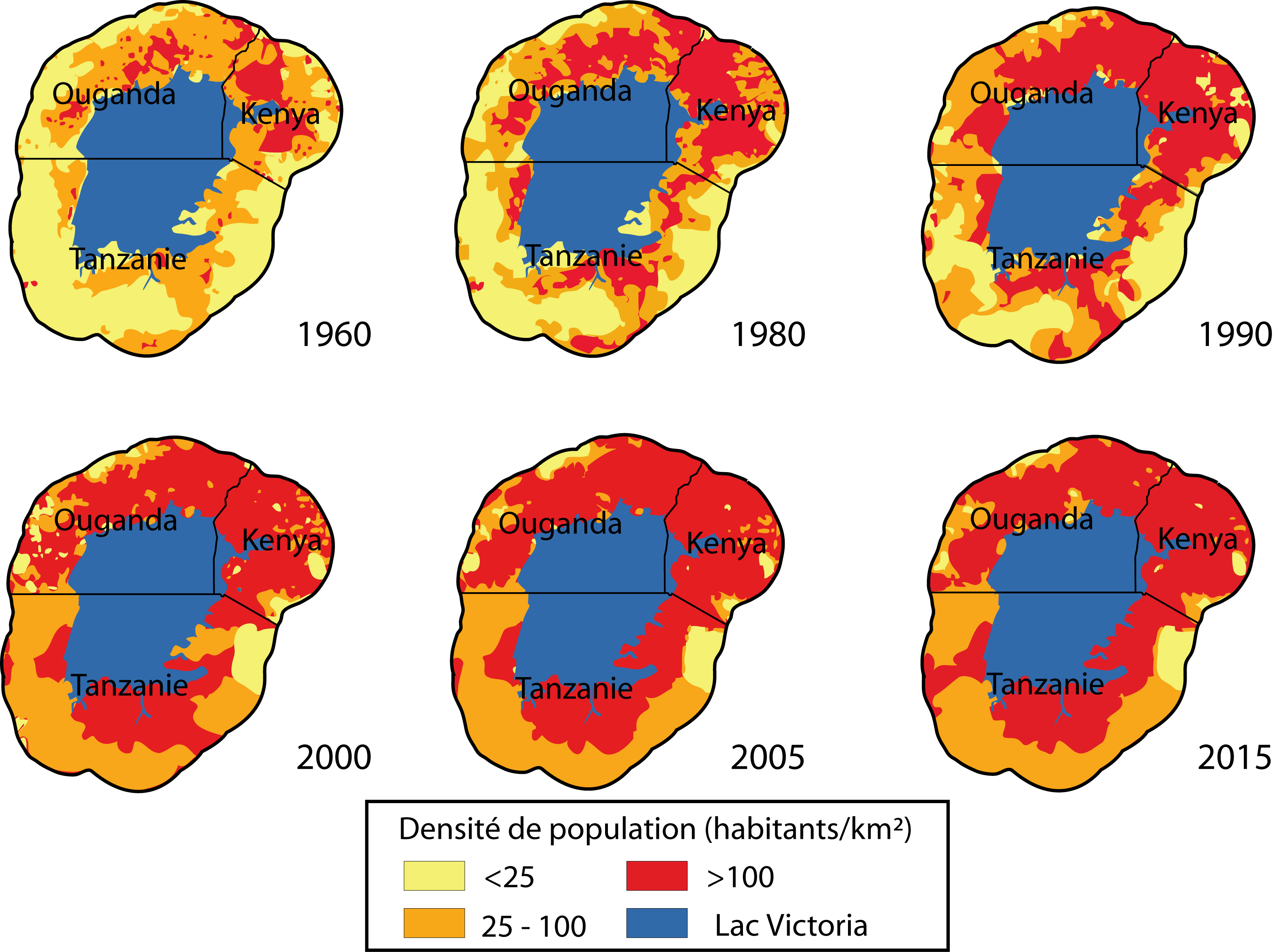
维多利亚湖周围人口密度

维多利亚湖周边是世界上人口最为密集的区域之一，湖泊的周边遍布着城镇村落，对于这些数以百万计的人民来说，湖在生活中起着巨大的作用。
现在维多利亚湖的生态系统相当糟糕。自1950年代起，尼罗河鲈鱼被引入湖中，原意是想增加湖区渔业的产出。但是这种鲈鱼给当地的生态系统造成了灾难性的影响──数百种当地特产物种自此灭绝。更糟的是，本来不错的鲈鱼产量后来也急剧下降。不过正因为这些尼罗河鲈鱼被过渡捕捞，一些特产物种反倒开始回升。
另一个影响到本地生态的问题是原产于美洲热带的入侵物種水葫芦。这些水生植物是聚集而生，影响了交通，捕鱼，水力发电和生活饮水。1995年，90%的乌干达沿岸都被这种植物阻塞。由于机械和化学办法似乎都不起作用，人们只好培育一种以水葫芦为食的象鼻虫（Neochetina eichhorniae）并放到湖内，再加上1997年及1998年聖嬰現象帶來高水位，以及大風及強降雨破壞此植物，以及水質、優養化改善等因素，最终取得了良好的效果。若上述控制措施持續的話，水葫芦會繼續的減少。
維多利亞湖的污染情形也很嚴重，主要是來自流進湖內的未處理污水，其中包括工業及生活的廢水，以及來自農場的肥料及化學物質。維多利亞湖盆地是世界上污染最嚴重的鄉村地區，其沿岸有許多城市及鄉村，其中的工廠直接排放廢水到維多利亞湖，而其中的都市也排放未處理污水到進入維多利亞湖的河中，因此造成維多利亞湖的優氧化，更有助於水葫芦的入侵。

## 纳鲁巴尔大坝

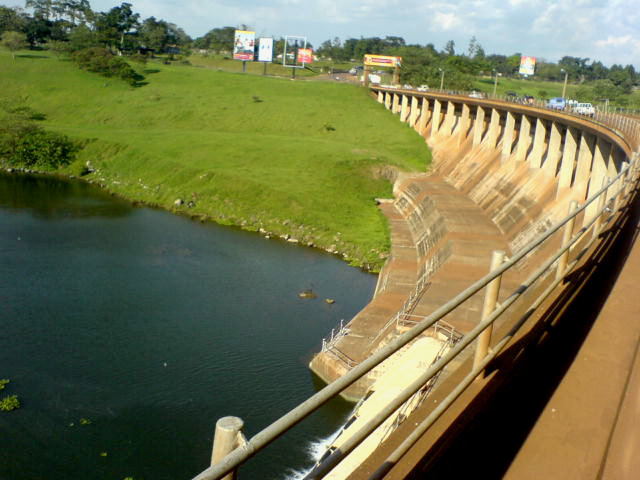
位在恩杰魯的納魯巴爾水力發電廠

在位于乌干达金贾的地方是维多利亚湖的唯一流出口，白尼罗河在此形成。12000年前，一个天然的石堰形成。1952年，英国的工程师炸开石堰，并計算维多利亚湖水流，設法保持原有水平，稱為協議曲線（agreed curve），最大體積流率依维多利亚湖的水位而定，體積流率範圍在300至1700立方公尺每秒。
2002年，乌干达政府在世界銀行的協助下，在此建立第二座水电站Kiira 水力發電廠。2006年，维多利亚湖水位达到80年低位，住在肯亞奈洛比的獨立水文學家Daniel Kull計算發現乌干达釋放的水量是之前協議值的兩倍，是造成维多利亚湖水位下降的主要原因。

## 交通
自1900年代起，维多利亚湖渡轮成为乌干达、坦桑尼亚和肯尼亚之间的重要交通工具。湖畔主要港口有基苏木、姆万扎、布科巴、恩德培、贝尔港和金贾。在1963年肯尼亞獨立之前，最快，數量最多的渡輪维多利亚MV屬於英國皇家郵輪。在1966年時開始有MV Uhuru及MV Umoja，也開始坦桑尼亚和肯尼亚之間的火車渡輪。1996年5月21日MV Bukoba渡輪在维多利亚湖沈沒，死亡人數在八百到一千人之間，是非洲最大的水上灾害之一。